# Melapia electaria
Melapia electaria är en fjärilsart som beskrevs av Bremer 1864. Melapia electaria ingår i släktet Melapia och familjen nattflyn. Inga underarter finns listade i Catalogue of Life.